# 第三次成都戰鬥
成都戰鬥發生於1920年8月13－9月9日，地點則是在中國川西。是北洋政府時期內戰之一，交戰兩方為川一軍及滇軍。戰鬥末了，滇軍失利，退出四川省。